# Łukasz Horodyński
Łukasz Horodyński herbu Korczak (zm. przed 20 września 1704) – chorąży czernihowski w latach 1697–1699, towarzysz husarski.
Był posłem czernihowskim na sejm konwokacyjny 1696 roku. Za jego pośrednictwem królowa Maria Kazimiera d’Arquien próbowała zerwać konwokację dla zapobieżenie uchwale o ekskluzji Piasta. 